# Las Vastras
Les Vastres és un municipi francès situat al departament de l'Alt Loira i a la regió d'Alvèrnia-Roine-Alps. L'any 2007 tenia 243 habitants.

## Demografia

### Població
El 2007 la població de fet de Les Vastres era de 243 persones. Hi havia 90 famílies de les quals 20 eren unipersonals (16 homes vivint sols i 4 dones vivint soles), 41 parelles sense fills i 29 parelles amb fills.
La població ha evolucionat segons el següent gràfic:
Habitants censats

### Habitatges
El 2007 hi havia 221 habitatges, 96 eren l'habitatge principal de la família, 100 eren segones residències i 25 estaven desocupats. 206 eren cases i 11 eren apartaments. Dels 96 habitatges principals, 81 estaven ocupats pels seus propietaris, 13 estaven llogats i ocupats pels llogaters i 2 estaven cedits a títol gratuït; 2 tenien una cambra, 5 en tenien dues, 12 en tenien tres, 32 en tenien quatre i 45 en tenien cinc o més. 93 habitatges disposaven pel capbaix d'una plaça de pàrquing. A 50 habitatges hi havia un automòbil i a 34 n'hi havia dos o més.

### Piràmide de població
La piràmide de població per edats i sexe el 2009 era:
| Homes | Edats   | Dones |
| ----- | ------- | ----- |
| 0     | 95 o +  | 0     |
| 4     | 90 a 94 | 0     |
| 4     | 85 a 89 | 4     |
| 4     | 80 a 84 | 4     |
| 4     | 75 a 79 | 4     |
| 8     | 70 a 74 | 4     |
| 12    | 65 a 69 | 12    |
| 8     | 60 a 64 | 8     |
| 24    | 55 a 59 | 16    |
| 8     | 50 a 54 | 16    |
| 12    | 45 a 49 | 8     |
| 0     | 40 a 44 | 4     |
| 0     | 35 a 39 | 0     |
| 4     | 30 a 34 | 0     |
| 0     | 25 a 29 | 0     |
| 24    | 20 a 24 | 8     |
| 0     | 15 a 19 | 16    |
| 8     | 10 a 14 | 0     |
| 0     | 5 a 9   | 0     |
| 0     | 0 a 4   | 0     |

## Economia
El 2007 la població en edat de treballar era de 148 persones, 106 eren actives i 42 eren inactives. De les 106 persones actives 94 estaven ocupades (60 homes i 34 dones) i 11 estaven aturades (3 homes i 8 dones). De les 42 persones inactives 24 estaven jubilades, 7 estaven estudiant i 11 estaven classificades com a «altres inactius».

### Ingressos
El 2009 a Les Vastres hi havia 88 unitats fiscals que integraven 203 persones, la mediana anual d'ingressos fiscals per persona era de 10.712 €.

### Activitats econòmiques
Dels 9 establiments que hi havia el 2007, 2 eren d'empreses de fabricació d'altres productes industrials, 2 d'empreses de construcció, 1 d'una empresa de transport, 1 d'una empresa d'hostatgeria i restauració, 2 d'empreses immobiliàries i 1 d'una empresa de serveis.
L'únic servei als particulars que hi havia el 2009 era un electricista.
L'any 2000 a Les Vastres hi havia 56 explotacions agrícoles que ocupaven un total de 2.288 hectàrees.

## Equipaments sanitaris i escolars
El 2009 hi havia una escola elemental.

## Poblacions més properes
El següent diagrama mostra les poblacions més properes.